# 鄭智泳
鄭智泳（韓語：정지영；英語：Jeong Ji Young，1946年11月19日—），韓國電影導演。

## 簡歷
鄭智泳在1946年11月19日出生於韓國忠清北道清州市，高中畢業於清州高等學校，高麗大學法文學系畢業，大學畢業後曾擔任過韓國導演金洙容的副導演，其中還為1981年賣座青春片《白色微笑》擔任編劇，1982年鄭智泳執導帶有神秘色彩的情色片《霧靄像女人一樣低吟》正式晉身導演行列。此後作品的類型主要是愛情電影和驚慄電影，如《街頭樂師》（1987年）、《山蛇》（1988年）等，90年代開始憑《南部軍》（1990年）、《白色戰爭》（1992年）以及《荷里活小子》（1994年）三部電影作品成為韓國最廣受矚目的著名作家導演。80年代末，鄭智泳主動投身到反對外國電影的引進衝擊韓國本土電影市場的鬥爭當中，一面繼續導演工作，另一面也是電影團體的積極成員，深度參加了電影事前審議、電影配額制、電影振興法修訂等相關的電影政策事務，傾注了很多心力並且一直堅持著自己的觀點。
鄭智泳的電影以社會現實主義為主，敏銳地反映了韓國理念變化和種種社會輿論，他的電影作品當中，其中《南部軍》和《白色戰爭》在韓國社會上爭議聲音不斷，首先，鄭智泳因為把《南部軍》這部曾經被看做敏感題材的自傳小說搬上銀幕而成為當時韓國電影界的代表人物，並首次拍攝了這部具有社會歷史意義的電影作品。再者，《白色戰爭》上映後更差一些就因為大韓海外參戰戰友會（대한해외참전전우회）以電影「有損32萬參與越南戰爭勇士的名譽」為理由投訴而禁映，但與此同時，這些電影亦獲得國內及國外多項國際大獎，受到肯定。
此外，《荷里活小子》還代表韓國角逐1995年第67屆奧斯卡金像獎「最佳外語片獎」，雖然最後落選，但是代表鄭智泳的電影在韓國也有一定影響力。
鄭智泳於1998年拍攝完成《赤裸並存在著》後，在韓國影壇上淡出了一段時間，他於2011年復出，近期並接拍電影《斷箭》（又名:《停職的代價》），該片於2012年1月19日在韓國上映。
他的最新導演作品《南營洞1985》（又名:《野蠻的時代》）被譽為繼《斷箭》後又一轟動韓國社會的作品。該片由1970-1980年代惡名昭著，綽號「虐囚專家」的韓國警察李根安的生平改編。該片已於2012年11月22日在韓國上映。

## 作品列表
- 《白色微笑（朝鲜语：하얀미소）》（編劇）（1981年）
- 《霧靄像女人一樣低吟（朝鲜语：안개는 여자처럼 속삭인다）》（編劇、導演）（1982年）
- 《回憶的光輝（朝鲜语：추억의 빛）》（導演）（1984年）
- 《危機中的女人（朝鲜语：위기의 여자）》（導演）（1987年）
- 《街頭樂師（朝鲜语：거리의 악사 (1987년 영화)）》（編劇、導演）（1987年）
- 《山蛇（朝鲜语：산배암）》（編劇、導演）（1988年）
- 《女人藏身的森林（朝鲜语：여자가 숨는 숲）》（編劇、導演）（1988年）
- 《南部軍》（監製、導演）（1990年）
- 《殘花（朝鲜语：산산이 부서진 이름이여）》（編劇、導演）（1991年）
- 《白色戰爭》（編劇、導演）（1992年）
- 《荷里活小子》（編劇、導演）（1994年）
- 《啤酒好過情人的七個理由（朝鲜语：맥주가 애인보다 좋은 일곱가지 이유）》（導演）（1996年）
- 《愛的賭注（朝鲜语：블랙잭 (영화)）》（導演）（1997年）
- 《赤裸並存在著（朝鲜语：까 (영화)）》（導演）（1998年）
- 《十字弓防戰》（監製、編劇、導演）（2012年）
- 《南營洞1985（朝鲜语：남영동1985）》（又名:《野蠻的時代》）（編劇、導演）（2012年）
- 《黑計畫（朝鲜语：블랙머니 (2019년 영화)）》（導演）（2019年）
- 《少年們》（導演）（2023年）

## 獎項
- 1985年：第9屆黃金攝影獎（朝鲜语：황금촬영상）－特別獎（最佳導演）《回憶的光輝（朝鲜语：추억의 빛）》
- 1990年：第11屆青龍電影獎－最佳導演《南部軍》
- 1990年：第1屆春史電影獎－最佳導演《南部軍》
- 1992年：第5屆東京國際電影節－最佳導演《白色戰爭》
- 1992年：第5屆東京國際電影節－金麒麟獎《白色戰爭》
- 1992年：第3屆春史電影獎－最佳導演《白色戰爭》
- 1993年：第31屆大鐘獎－最佳改編劇本《白色戰爭》
- 1995年：第31屆百想藝術大獎－電影部門最佳導演獎《荷里活小子》
- 1997年：第35屆大鐘獎－最佳導演《愛的賭注（朝鲜语：블랙잭 (영화)）》
- 1998年：第34屆百想藝術大獎－電影部門最佳導演獎《愛的賭注（朝鲜语：블랙잭 (영화)）》
- 2004年：第12屆春史電影獎－年度功勞獎
- 2012年：第33屆青龍電影獎－最佳導演《斷箭》

## 外部連結
- 鄭智泳在互联网电影资料库（IMDb）上的資料（英文）
- 鄭智泳在韩国电影数据库（KMDb）上的資料（韓語）
- 时光网个人主页 （页面存档备份，存于）
- 鄭智泳在豆瓣上的资料（简体中文）